# Son Ngoc Thanh

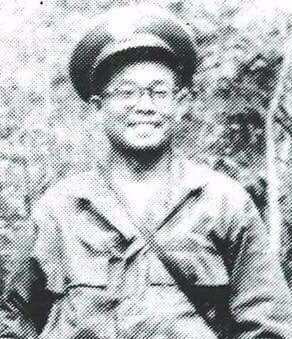
Sơn Ngọc Thành

Sơn Ngọc Thành (Khmer: សឺង ង៉ុកថាញ់) (* 7. Dezember 1908 in Trà Vinh; † 8. August 1977 in Saigon) war ein kambodschanischer Nationalist und Politiker. 1945 und 1972 war er Premierminister des Landes. Son Ngoc Thanh war der langjährige Führer der antimonarchistischen, antikolonialen und republikanischen Widerstandsbewegung der Khmer Serei und Gegner von Prinz Norodom Sihanouk.

## Leben
Son Ngoc Thanhs Geburtsort liegt in der vietnamesischen Provinz Trà Vinh. Die Provinz liegt im äußersten Süden des Landes und wurde von der kambodschanischen Minderheit der Khmer Krom bewohnt. Der südliche Teil der französischen Kolonie Cochinchina wurde 1949 endgültig Vietnam zugeschlagen. Die meisten Kambodschaner hielten dies für einen historischen Fehler.
Son Ngoc Thanhs Vater war Angehöriger der kambodschanischen Minderheit, seine Mutter chinesischer Abstammung. Sein Vater war ein erfolgreicher Landbesitzer. Son Ngoc Thanh ging in Saigon zur Schule und studierte ein Jahr Jura in Montpellier und Paris. Nach seiner Rückkehr nach Asien arbeitete er für die Stadtverwaltung von Pursat im Südwesten des Landes für die französische Kolonialverwaltung. Das Land war damals wie Vietnam ein französisches Protektorat. 1933 erhielt er eine Anstellung als Bibliothekar im Buddhist Institute in Phnom Penh. Das Institut war 1930 von den Franzosen gegründet worden. Es war ein Zentrum für kambodschanischen Nationalismus. Mit anderen Nationalisten gründete er die erste Khmer-sprachige Zeitung, die Nagaravatta. Der Außenhandel des französischen Protektorats wurde von Ausländern kontrolliert. Die Zeitung ermutigte Kambodschaner, selbst aktiv zu werden, um das Monopol von Franzosen, Chinesen und Vietnamesen zu brechen. Son Ngoc Thanh war empfänglich für nationalsozialistische Ideen, aber auch für asiatische Zusammenarbeit. Durch seine republikanische Grundhaltung wurde er zum entschiedenen Gegner des 1941 von den Franzosen eingesetzten Königs Norodom Sihanouk. Im gleichen Jahr wurde das Land im Zuge des Pazifikkriegs von japanischen Truppen besetzt. Die Verwaltung blieb aber weiterhin in den Händen der Franzosen (Vichy, Frankreich).
Am 20. Juli 1942 organisierte Son Ngoc Thanh Demonstrationen gegen die französische Herrschaft. Die Demonstrationen wurden von den Franzosen niedergeschlagen, die Japaner griffen nicht ein. Der erst 19-jährige Norodom Sihanouk unterstützte die französischen Kolonialbehörden. Son Ngoc Thanh flüchtete vor drohender Verhaftung wegen Hochverrats nach Battambang. Die Japaner schafften ihn außer Landes nach Japan. Er verbrachte dort zwei Jahre und erhielt dort eine militärische Ausbildung. Nach der Befreiung Frankreichs 1944 gingen die Japaner gegen die französische Kolonialherrschaft in Vietnam, Laos und Kambodscha vor und setzten auf asiatischen Nationalismus. Die Länder wurden für unabhängig erklärt. Am 12. März erklärte auch Prinz Norodom Sihanouk das Land für unabhängig. Er holte Son Ngoc Thanh aus Japan zurück und ernannte ihn zum Außenminister des Landes. Die französischen Beamten und Soldaten wurden von den Japanern festgesetzt. Nach der Kapitulation Japans am Ende des Zweiten Weltkriegs im August 1945 ernannte sich Son Ngoc Thanh selbst zum Premierminister. Aber die Franzosen hatten andere Pläne, sie wollten ihre Kolonien in Indochina zurückbekommen. Im Oktober kehrten frische französische Truppen nach Phnom Penh zurück. Sie wurden vom Vereinigten Königreich unterstützt. Son Ngoc Thanh wurde am 12. Oktober 1945 verhaftet und musste 1946 nach Poitiers in Frankreich ins Exil. In Frankreich beendete er sein angefangenes Jurastudium.
In seiner Heimat bildete sich bewaffneter Widerstand gegen die französische Herrschaft, die Khmer Issarak, die mit thailändischer und nordvietnamesischer Hilfe große Gebiete des Landes unter ihre Kontrolle bringen konnte. Am 30. Oktober 1951 kehrte Son Ngoc Thanh aus dem Exil zurück. Auch Norodom Sihanouk hatte sich für dessen Rückkehr eingesetzt. Er wurde von 100.000 Menschen auf dem Weg vom Flughafen Pochentong in die Hauptstadt Phnom Penh begrüßt. Wenig später gründete er mit Anhängern der Khmer Issarak und führenden Nationalisten eine weitere Tageszeitung, die Khmer Kraok. Die Zeitung bediente sich starker antifranzösischer Rhetorik und wurde schnell von den französischen Kolonialbehörden verboten. Son Ngoc Thanh entschied sich, in der Provinz Siem Reap in den Untergrund zu gehen und in den Dschungelbasen der Khmer Issarak unterzutauchen. Im März 1952 forderte er die sofortige Unabhängigkeit des Landes. Die nächsten Jahre verbrachte er in Dschungelbasen in Kambodscha, Laos und Vietnam und wurde ein Führer des bewaffneten Kampfes gegen die französische Kolonialverwaltung und das Königshaus. Der Khmer Issarak spalteten sich in einen linken und einen rechten Flügel. Der linke bekam immer mehr Einfluss, während der Einfluss von Son Ngoc Thanh schwand. 1954 wurde Kambodscha unabhängig und Norodom Sihanouk übernahm mit seiner Sangkum Reastr Niyum die komplette Macht im Land. Viele Khmer Issarak gaben nach der Unabhängigkeit ihren bewaffneten Kampf auf und der linke Flügel gründete eine Partei, die Pracheachon.

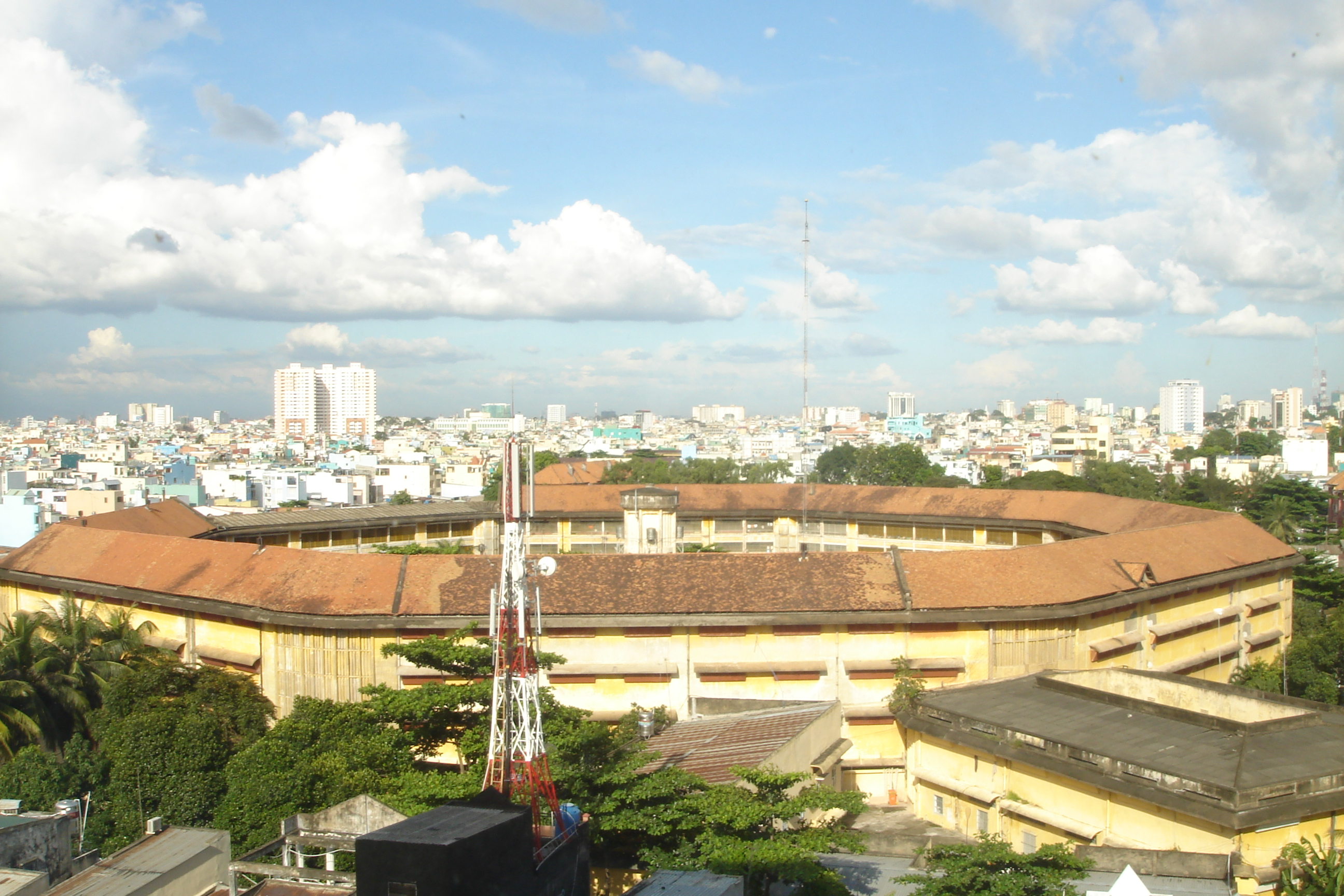
Son Ngoc Thanh starb 1977 im Chí Hòa Gefängnis in Saigon. Das Gefängnis war von den französischen Kolonialbehörden errichtet worden und wurde von den Vietnamesen weiterbetrieben.

Son Ngoc Thanh gab den bewaffneten Kampf nicht auf und gründete mit weiteren Khmer Issarak die Khmer Serai, die freien Khmer. Die Khmer Serai bekämpften die Regierung Sihanouk von ihren Basen in der Provinz Siem Reap. Die meisten Anhänger rekrutierte die Bewegung unter den Khmer Krom in Südvietnam. Große militärische Erfolge konnte Son Ngoc Thanh nicht vorweisen. Politisch auch nicht, nachdem die Sangkum Reastr Niyum auch ehemalige Oppositionelle aus dem linken und rechten Flügel aufnahm. Norodom Sihanouk bekämpfte die Khmer Serai mit allen Mitteln, genauso die Nordvietnamesen. 1970 wurde Sihanouk von seinen Anhängern gestürzt. Der nationalistische mehrfache Premierminister des Prinzen Lon Nol übernahm im März 1970 die Macht im Land, während sich Sihanouk im UNO-Hauptquartier in New York aufhielt. Lon Nol forderte die Rückkehr von Kambodscha Krom (Südlicher Teil von Südvietnam um das Mekongdelta) an das Land. Lon Nol lud die Khmer Serai ein, an seiner Regierung teilzunehmen. Viele Kämpfer der Khmer Serai wurden in die Armee der Republik Khmer integriert. Er ernannte Son Ngoc Thanh zu seinem engen Berater und am 18. März 1972 zu seinem Premierminister. Nach einem Bombenanschlag auf ihn am 15. Oktober 1972 musste Son Ngoc Thanh von diesem Posten zurücktreten. Da er im Lande nicht mehr populär war, zog er sich in seine alte Heimat nach Südvietnam zurück. Nach dem Sieg der Nordvietnamesen wurde er verhaftet und starb am 8. August 1977 im Chí Hòa Gefängnis in Saigon.